# غريغ تومسون (لاعب هوكي جليد)
غريغ تومسون (بالألمانية: Greg Thomson)‏ هو لاعب هوكي جليد ألماني، ولد في 28 مايو 1963 في إدمونتون في كندا.

## وصلات خارجية
- غريغ تومسون على موقع EliteProspects.com (الإنجليزية)
- غريغ تومسون على موقع Eurohockey.com (الإنجليزية)
- غريغ تومسون على موقع HockeyDB.com (الإنجليزية)